# Pavonia martii
Pavonia martii là một loài thực vật có hoa trong họ Cẩm quỳ. Loài này được Colla mô tả khoa học đầu tiên năm 1833.